# Признак совпадения пределов
Признак совпадения пределов. Если существуют двойной предел и при каждом {\displaystyle n} предел {\displaystyle \lim _{m\to \infty }s_{n,m}}, то повторный предел существует и совпадает с двойным:
{\displaystyle \lim _{n,m\to \infty }s_{n,m}=\lim _{n\to \infty }\lim _{m\to \infty }s_{n,m}.\qquad (*)}

## Доказательство
Если {\displaystyle \varepsilon >0,} то для достаточно больших {\displaystyle n} и {\displaystyle m} выполняется {\displaystyle s-\,\varepsilon \leqslant s_{n}}{\displaystyle m}{\displaystyle \leqslant s+\varepsilon .} Перейдём в этом неравенстве к пределу при {\displaystyle m\rightarrow \infty } и получим {\displaystyle s-\,\varepsilon \leqslant \lim _{m\to \infty }s_{n}}{\displaystyle m}{\displaystyle \leqslant s+\varepsilon .} Откуда и следует {\displaystyle (*).}